# Vladislav Ternavsky
Vladislav Mikhailovich Ternavsky (en ruso: Владислав Михайлович Тернавский; Kiev, República Socialista Soviética de Ucrania, Unión Soviética; 2 de mayo de 1969) es un entrenador y exfutbolista ruso. Actualmente es segundo entrenador del equipo sub-20 del FC Arsenal Tula.
Como futbolista se desempeñó de defensa y fue internacional en 7 oportunidades por la selección de Rusia entre 1994 y 1996, fue parte del plantel que jugó la Copa Mundial de 1994.

## Clubes

### Como jugador
| Club                         | País            | Año       |
| ---------------------------- | --------------- | --------- |
| Dynamo Kiev (Reserva)        | Unión Soviética | 1986      |
| FC Ros Bila Tserkva          | Unión Soviética | 1987      |
| Dynamo Kiev                  | Ucrania         | 1989-1991 |
| FC Dynamo-2 Kiev             | Ucrania         | 1992      |
| Nyva Ternopil                | Ucrania         | 1993-1994 |
| FC Spartak de Moscú          | Rusia           | 1994      |
| FC Chernomorets Odessa       | Ucrania         | 1995-1996 |
| FC Tekstilshchik Kamyshin    | Rusia           | 1996      |
| FC Saturn Rámenskoye         | Rusia           | 1997      |
| FC Rostov                    | Rusia           | 1997-1998 |
| FC Dinamo de Stávropol       | Rusia           | 1999      |
| FC Shinnik Yaroslavl         | Rusia           | 1999      |
| FC Volgar Astrakhan          | Rusia           | 2000      |
| FC Lokomotiv Nizhni Nóvgorod | Rusia           | 2001      |
| FC Irtysh Pavlodar           | Kazajistán      | 2002      |

### Como entrenador
| Club                                    | País       | Año       |
| --------------------------------------- | ---------- | --------- |
| FC Zhemchuzhina Budyonnovsk (Asistente) | Rusia      | 2004      |
| FC Vityaz Podolsk (Asistente)           | Rusia      | 2008-2009 |
| FC Vityaz Podolsk                       | Rusia      | 2010      |
| FC Vityaz Podolsk (Asistente)           | Rusia      | 2011-2013 |
| FC Vityaz Podolsk                       | Rusia      | 2013-2015 |
| FC Yenisey Krasnoyarsk (Asistente)      | Rusia      | 2015-2016 |
| FC Tobol Kostanai (Asistente)           | Kazajistán | 2017      |
| FC Prialit Reutov                       | Rusia      | 2019      |
| FC Khimik-Arsenal (Asistente)           | Rusia      | 2019      |
| FC Arsenal Tula Sub-20 (Asistente)      | Rusia      | 2019-Act. |

## Palmarés

### Títulos nacionales
| Título                                 | Club                | País            | Año  |
| -------------------------------------- | ------------------- | --------------- | ---- |
| Liga Premier                           | FC Spartak de Moscú | Rusia           | 1994 |
| Liga Premier                           | FC Irtysh Pavlodar  | Kazajistán      | 2002 |
| Primera División de la Unión Soviética | Dynamo Kiev         | Unión Soviética | 1990 |
| Copa de la Unión Soviética             | Dynamo Kiev         | Unión Soviética | 1990 |
| Copa de Rusia                          | FC Spartak de Moscú | Rusia           | 1994 |